# Wallsee-Sindelburg

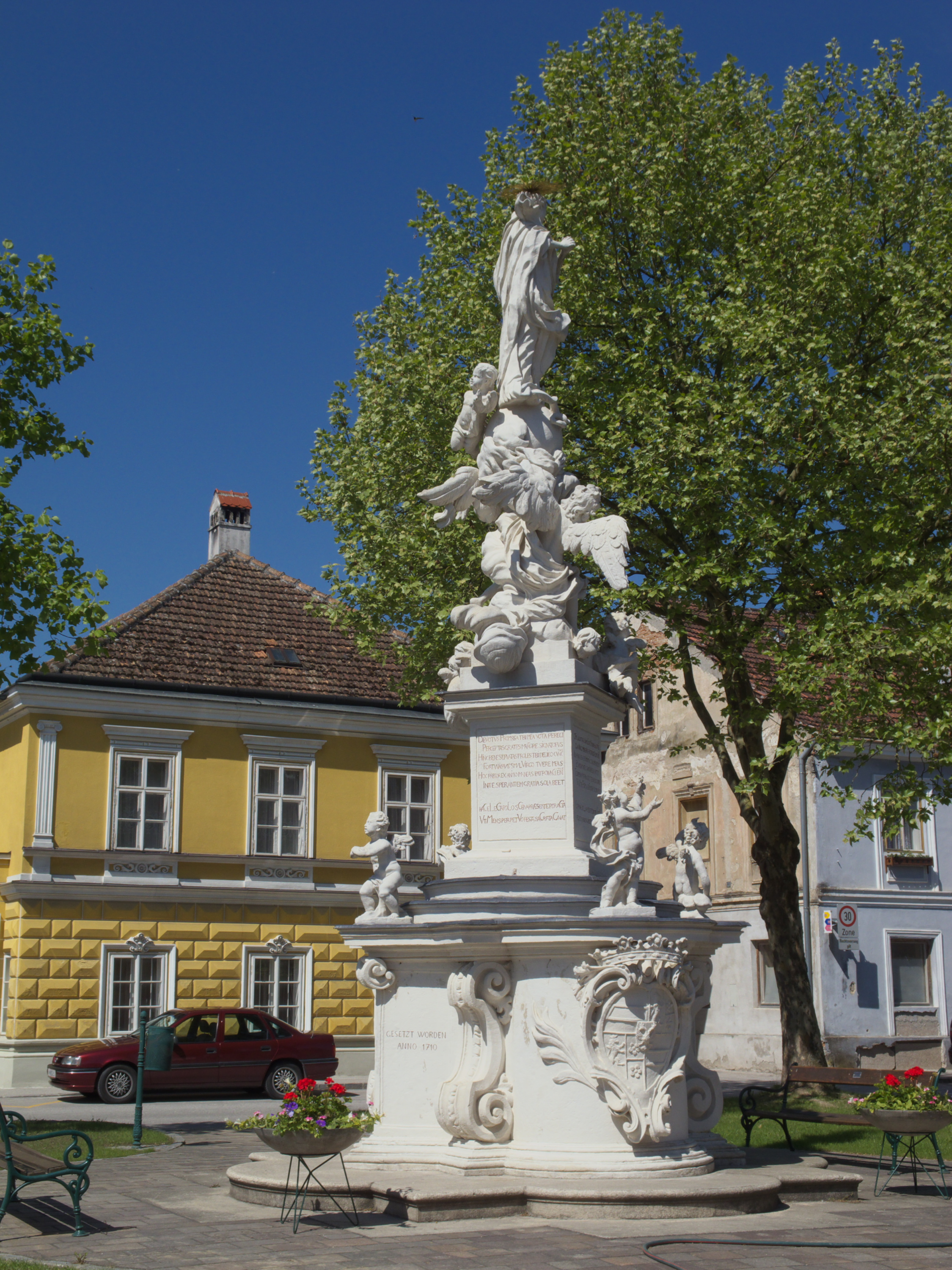
Mariánské sousoší

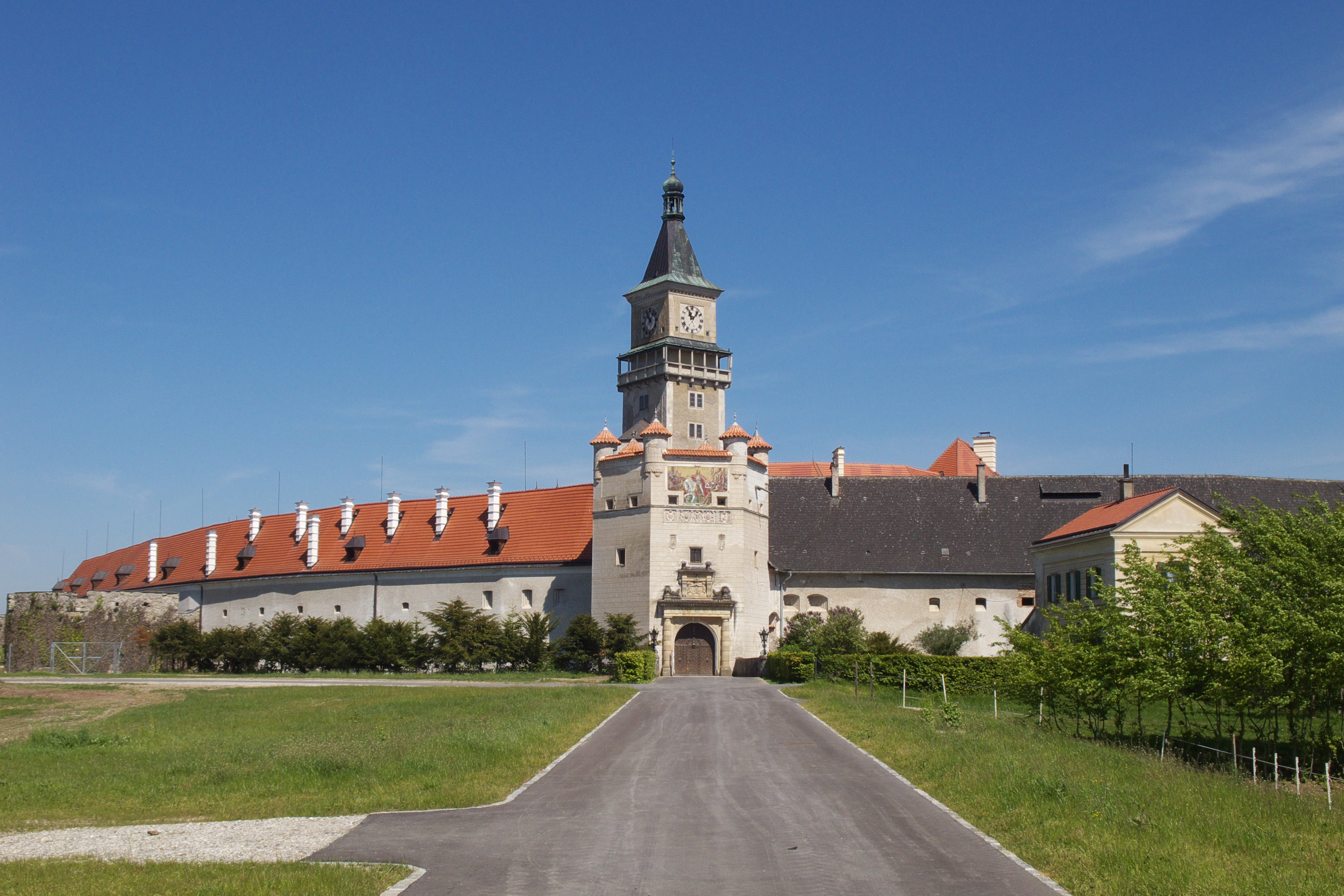
Zámek

Wallsee-Sindelburg je město v okresu Amstetten v kraji Dolní Rakousy v Rakousku. Žije zde přibližně 2 200 obyvatel.

## Geografie
Wallsee-Sindelburg se nachází v severozápadní části Mostviertelu v Dolních Rakousích, jižně od západní dálnice na Dunaji. Zhruba 26 procent území města je zalesněno.